# Dietmannsried
Dietmannsried è un comune tedesco di 7 950 abitanti, situato nel land della Baviera.